# Greven’s Adreßbuch-Verlag
Greven Medien GmbH & Co. KG ist ein 1827 gegründetes mittelständisches Unternehmen und Verleger von Branchen- und Telekommunikationsverzeichnissen mit Hauptsitz in Köln.

## Geschichte
Das Unternehmen wurde 1827 von Anton Greven (1793–1870) gegründet. Ab 1828 gab der Verlag das täglich erscheinende „Fremden-Blatt der Stadt Köln“ heraus. Diese Tageszeitung wurde bis 1866 unter wechselnden Namen (zuletzt: „Kölnischer Anzeiger und Rheinische Handelszeitung“) verlegt. Ebenfalls 1828 erschien erstmals das „Adress-Buch oder Verzeichnis der Einwohner der Stadt Cöln“, das bis 1973 in 142 Jahrgängen veröffentlicht wurde.
Als weiterer Geschäftsbereich wurde 1858 die Druckerei Greven & Bechtold gegründet, die bis 2001 im Besitz der Familie blieb. 1936 schloss Sigurd Greven einen Vertrag mit der Deutschen Reichspostreklame zur gemeinsamen Herausgabe für das dem Amtlichen Fernsprechbuch beigegebene „Handels-, Gewerbe-, und Berufsbezeichnis“ der Fernsprechteilnehmer für den Reichspostdirektionsbezirk Köln, den Vorläufer der Gelbe Seiten. 1938 erschien ebenfalls in Zusammenarbeit mit der Postreklame das erste „Ortsfernsprechbuch für Groß-Köln“.

## Produkte
Heute erscheinen in Zusammenarbeit mit DeTeMedien mehr als 50 Telekommunikations-Verzeichnisse bei Greven Medien GmbH. Dazu gehören:
- Das Telefonbuch (6 Ausgaben)
- Gelbe Seiten (6 Ausgaben)
- Gelbe Seiten regional (22 Ausgaben)
- Das Örtliche (23 Ausgaben)

sowie die dazugehörigen Online-Dienste. Ebenfalls hostet der Verlag zahlreiche Internet-Veranstaltungs- und Freizeitportale, Anzeigenmärkte, Suchmaschinen und Wirtschaftsverzeichnisse.
Darüber hinaus bietet der Greven’s Adreßbuch-Verlag über die im Juli 2007 gegründete Werbeagentur adora MEDIA GmbH Suchmaschinenmarketing und Webdesign an.